# 王凌 (1922年)
王凌（1922年1月—2024年4月18日），重庆人，中华人民共和国政治人物。曾任中央国家机关党委副书记。

## 生平
1938年3月参加工作，1938年4月加入中国共产党。
2024年4月18日，因病在北京逝世，享年102岁。